# Oscar og den lyserøde dame
Oscar og den lyserøde dame (fransk: Oscar et la dame rose) er en fransk film fra 2009, instrueret af Eric-Emmanuel Schmitt.

## Handling
10-årige Oscar (Amir Ben Abdelmoumen) er dødsyg af kræft og har kun 12 dage tilbage at leve i. Men ved hjælp af Rose (Michèle Laroque), damen i pink, kommer han til at føle, at han har levet et helt liv på de 12 dage.

## Medvirkende
- Michèle Laroque – Rose
- Amir Ben Abdelmoumen – Oscar
- Max von Sydow – Dr. Dusseldorf
- Amira Casar – Madame Gommette
- Constance Dollé – Oscar's mor
- Jérôme Kircher – Oscar's far
- Mylène Demongeot – Lily
- Mathilde Goffart – Peggy Blue
- Bruno Metzger – Peggy's far
- Catherine Israel – Peggy's mor
- Thierry Neuvic – Victor